# Левашова, Ольга Викторовна
Графиня Ольга Викторовна Панина, в замужестве графиня Левашова (15 июня 1836, Петербург — 11 мая 1904, Париж) — фрейлина русского императорского двора (1854), хозяйка известного на весь Петербург либерального салона, противница политики контрреформ. Старшая дочь консервативного министра юстиции графа В. Н. Панина.

## Биография
Получила английское воспитание, которое продолжила в Париже на курсах монсеньора А. Реми, где училась лучше всех и была вне конкуренции. Она была очень высокого роста, с голубыми умными глазами и рыжеватыми волосами; во всей её статной фигуре было что-то мужественное.

Будучи наследницей угасающего рода Паниных, графиня Ольга в юности пережила несколько неудачных опытов сватовства. Одно время считалась невестой князя Н. Б. Юсупова, одного из первых в России женихов по знатности и богатству. Потом родители хотели выдать её замуж за князя Н. А. Орлова и возили в 1856 году на смотрины в Париж. 

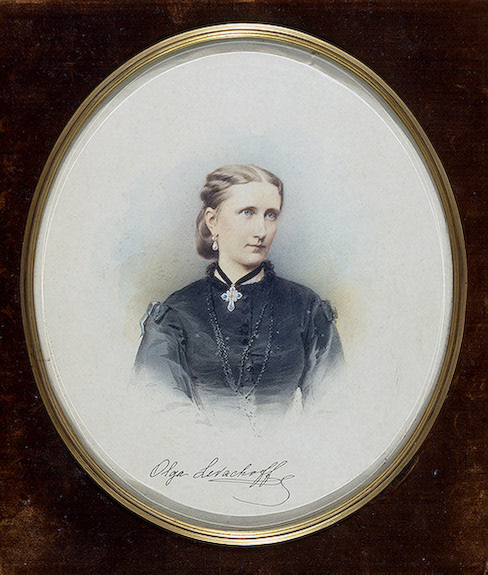
Фотопортрет О. В. Левашовой, 1860-е гг.

27 апреля 1858 года вышла замуж за графа Владимира Васильевича Левашова (1834—1898), впоследствии полного генерала и кутаисского губернатора. Венчание было в Петербурге в церкви Рождества Иоанна Предтечи Пажеского корпуса. В 1865 году приобрела в Крыму имение Гаспра, которое после смерти мужа отдала своей любимой племяннице Софье Паниной.
По отзыву современников, графиня Левашова была женщина светская, блистательного ума и недюжинных способностей. Так, писатель-публицист К. А. Скальковский писал о ней, что редко можно было встретить женщину, более образованную, интересовавшуюся всем и прежде всего политикой. По его убеждению, если бы существовало женское равноправие, графиня Ольга Викторовна могла бы с успехом управлять каким угодно министерством. Она много читала, писала прекрасным крупным четким почерком и любила соединять вокруг себя людей самого разнообразного круга, при этом в душе оставалась гордой аристократкой.

Приёмы графини Левашовой в собственном доме на Фонтанке, 18 и в загородном имении Осиновая Роща (как и приёмы у её соперницы Нелидовой) собирали лучшее петербургское общество. По словам К. Ф. Головина, у графини «была единственная в Петербурге оппозиционная гостиная, соединявшая самое отборное умственное изящество с самым брезгливым отношением к официальному миру». Её правдивость, горячность убеждений приобрели ей искренних друзей в высших сферах и заставляли уважать её даже тех, которые не разделяли её слишком либеральных, по их мнению, взглядов. 

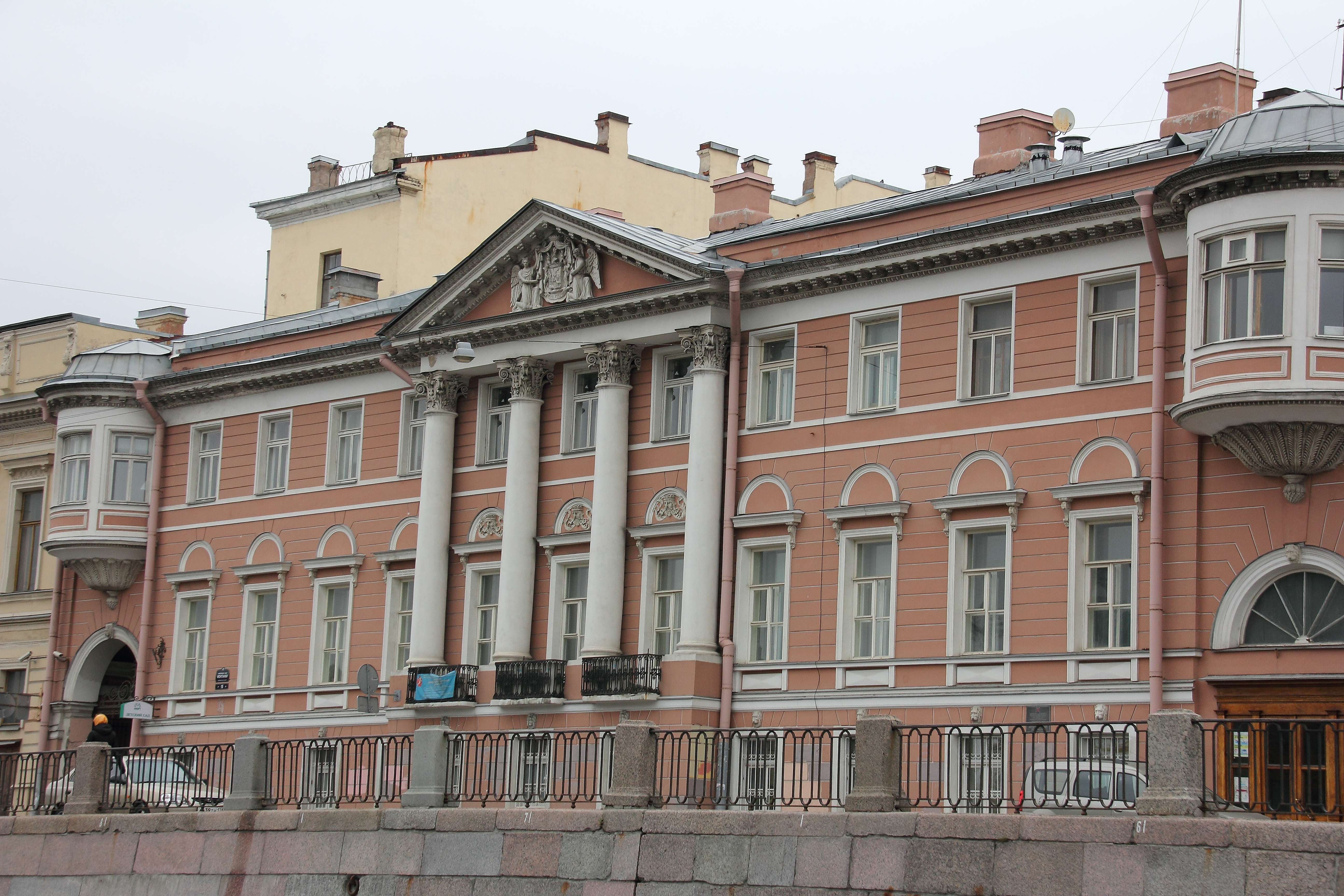
Особняк Левашовых на Фонтанке

Скончалась в мае 1904 года в Париже после короткой болезни. Тело её было перевезено в Россию и похоронено рядом с мужем в Александро-Невской лавре.

## Дети
- Мария (05.03.1859—1938), крещена 4 апреля 1859 года в церкви Рождества Иоанна Предтечи Пажеского корпуса при восприемстве великого князя Михаила Николаевича и тетки Е. В. Паниной, вышла замуж за князя Леонида Вяземского, мать мемуаристки Лидии Васильчиковой.
- Василий (30.03.1862—1880), крещён 10 апреля 1862 года в церкви Рождества Иоанна Предтечи Пажеского корпуса, похоронен рядом с родителями.
- Екатерина (1867 — после 1920), жена офицера Константина Ксидо, устроительница имения Хмельник.
- Евгения (1873—1877), похоронена рядом с родителями.